# Vrať se do hrobu!
Vrať se do hrobu! je česká komedie režiséra Milana Šteindlera z roku 1990 (premiéra: 1. srpna 1990, rok výroby 1989). Režijní celovečerní debut Milana Šteindlera je trpkou generační výpovědí o tehdejší mladé generaci.

## Děj
Vypráví příběh nesmělého a neprůbojného, špatně placeného sociologa Víti Jakoubka (Milan Šteindler). Víťa žije jako spořádaný manžel a každodenními povinnostmi unavený otec dvou dětí, který touží po nějakém velkolepém sociologickém průzkumu. Brzy se naskytne velká šance, aby Víťa konečně projevil svoje schopnosti – od svého ředitele dostane za úkol pokračovat na výzkumné práci jeho kolegy na téma: „Hodnotová orientace naši mládeže.“ Aby cílovou skupinu lépe pochopil, vydává se za studenta a denně usedá do gymnaziálních lavic. Víťa se postupně víc a víc přizpůsobuje životnímu stylu svých spolužáků, což přináší řadu komických scének, ale také manželskou krizi, která vrcholí, když se Víťova manželka Jana dozvídá o lásce Víťi a jeho „spolužačky“ Evy Málkové a s dětmi odchází z domova. Víťa se mezitím připravuje na maturitu, kterou stejně nakonec neudělá. Při maturitním večírku, který se koná v bytě Víti, dojde k prozrazení Víťovy identity a studenti, včetně Evy Víťu opouštějí. Víťa se snaží o udobření s manželkou, což se mu nakonec podaří. S výsledkem své výzkumné práce seznámí Víťa své nadřízené. Ředitel ho pověří další výzkumným úkolem: „Hodnotová orientace naších starších spoluobčanů“

## Obsazení
| Milan Šteindler            | Víťa Jakoubek        |
| Dana Batulková             | Víťova manželka Jana |
| Klára Trojanová-Pollertová | Eva Málková          |
| Kryštof Koláček            | Víťův syn Jakub      |
| Matěj Peprník              | Víťův syn Matěj      |
| Zdeněk Marek               | Holda                |
| Aleš Machalíček            | Polívka              |
| Jiří Vala                  | dr. Brousek          |
| Věra Vlčková               | ředitelka gymnázia   |
| Jan Gross                  | prof. Holub          |
| Svatava Hubeňáková         | tchyně               |
| Eva Tauchenová             | prof. Tomanová       |
| Monika Šeligová            | studentka            |
| Yvetta Blanarovičová       | asistentka           |
| Halina Pawlowská           | uklízečka            |
| Jaroslav Dušek             |                      |
| Eva Holubová               |                      |
| Vlastimil Zavřel           |                      |
| Jakub Čistecký             |                      |